# La Roue du temps (documentaire)
Pour les articles homonymes, voir La Roue du temps (homonymie).
Pour plus de détails, voir Fiche technique et Distribution.
La Roue du temps est un film documentaire de 2003 du réalisateur allemand Werner Herzog au sujet du bouddhisme tibétain. Le titre se réfère au mandala de sable de Kalachakra qui fournit une image récurrente du film.

## Contenu
Le film documente deux initiations au Kalachakra en 2002, présidé par le 14e dalaï-lama, Tenzin Gyatso. Le premier, à Bodhgayâ en Inde, fut interrompu par la maladie du dalaï lama. Plus tard, cette même année, l'événement s'est à nouveau tenu, cette fois sans aucune interruption, à Graz en Autriche. Le premier emplacement du film est Bodhgayâ, le site du temple de la Mahabodhi et l'arbre de la Bodhi. Herzog tourne alors au pèlerinage du mont Kailash. Le film se focalise alors sur le 2e rassemblement à Graz.
Herzog inclut un entretien personnel avec le dalaï-lama, ainsi qu'avec l'ancien prisonnier politique tibétain Takna Jigme Sangpo, qui a été détenu 37 ans à la prison de Drapchi au Tibet pour son soutien au Mouvement d'indépendance tibétain. Matthieu Ricard apparaît également dans le film, ainsi que Lhündrup Woeser (lama); Madhurita Negi Anand; Tenzin Dhargye; Ven. Geshe; Manfred Klell; Chungdak Koren; Thupten Tsering Mukhimsar.

## Fiche technique
- Directeur de la photographie : Peter Zeitlinger